# 非洲渡鸦
非洲渡鸦（学名：Corvus albicollis），是鸦科鸦属的一种，其种加词“albicollis”意为“白色的脖子”。分布于乌干达、纳米比亚、马拉维、赞比亚、南非、斯威士兰、肯尼亚、坦桑尼亚、津巴布韦、卢旺达、布隆迪、刚果民主共和国、博茨瓦纳、莱索托和莫桑比克。全球活动范围约为1,620,000平方千米。该物种的保护状况被评为无危。
非洲渡鸦的平均体重约为963.2克。栖息地包括温带草原、牧草地、城市、淡水湖、干燥的稀树草原、亚热带或热带的高海拔草原、乡村花园和亚热带或热带的湿润山地林。